# Adelajda Andegaweńska
Adelajda d'Anjou, znana także jako Blanka d'Anjou, fr. Adélaïde d'Anjou (ur. 947, zm. 1026) – córka hrabiego Andegawenii - Fulka II, i Gerbergi du Maine. Jej bratem był Godfryd I Szara Opończa. Hrabina Gevaudan, później hrabina Tuluzy, później królowa Franków, później hrabina Prowansji, później hrabina Burgundii.

## Życiorys
Pochodziła z dynastii Ingelgerów. W 970 została wdową po Stefanie, hrabim Gévaudan, miała z nim dzieci. W 978 została wdową po raz drugi, tym razem po Rajmundzie, hrabim Tuluzy. W 982 roku, w Brioude została żoną Ludwika V Gnuśnego oraz królową Franków. W 984 została odsunięta przez męża i tym samym stracono możliwość przedłużenia istnienia dynastii karolińskiej (kolejnym królem Francji został Hugo Kapet). Schroniła się w Arles i tam w tym samym roku, wyszła za mąż po raz czwarty (mimo sprzeciwu papieża) za Wilhelma, hrabiego Prowansji. Para miała dwie córki:
- Konstancję z Arles (986-1032), królową Franków jako żonę Roberta II Pobożnego,
- Ermengardę z Arles, hrabinę Owernii jako żonę Roberta I.

Wilhelm zmarł w 993. Adelajda zmarła w 1026 i została pochowana w Montmajour, w opactwie blisko Arles - nekropolii prowansalskiej rodziny hrabiowskiej.